# NAG数値計算ライブラリ
NAG ライブラリは、Fortran、C言語、Java、などで使用可能な数値計算、統計解析用ライブラリであり、Numerical Algorithms Group（NAG社）により販売されている。
線型方程式、固有値問題、補間、微積分、非線型方程式、微分方程式などの数学関数のほかに、相関係数、共分散、多変量解析、乱数発生などの統計計算や金融工学に必要な関数を多く取り揃えている。Windows、Linux、Solaris、HP-UX、IBM AIX、SGI IRIX, その他NECや富士通のスーパーコンピュータなどのプラットフォームで動作する。英国 The Numerical Algorithms Group Ltd. が開発、日本国内では日本ニューメリカルアルゴリズムズグループ株式会社が販売、サポートを行なっている。
NAG数値計算ライブラリでは利用言語や環境などにより以下の5種類のライブラリが用意されている。
1. 「NAG Fortran Library」：すでに40年以上の歴史を持ち1700以上の関数より構成される。（※最新バージョンMark24）
2. 「NAG C Library」：C／C++言語の他、C#、VBA、Java等より利用可能（最新バージョン　Mark24）
3. 「NAG Library for SMP & Multicore」：（並列計算ライブラリとしてSMP環境用並列ライブラリ）（最新バージョンMark24）
4. 「NAG Parallel Library」：（PCクラスタなどの分散メモリ環境用並列計算ライブラリ）

また各ライブラリのルーチンを組み込んだソフトウェアを販売できるコンポーネントライセンスも提供されている。
他のソフトウェアとの連携もはかられており、2007年には数式処理ソフトウエア Maple に NAG C library の使用を可能にするコネクター Maple-NAGConnector が発売され、また MATLAB のための NAG Toolbox for MATLABや、グラフ作成・データ解析パッケージ Origin内蔵のOrigin C言語よりアクセス可能なNAGライブラリがある。

## 提供される関数
| 分類                             | 関数 |
| -------------------------------- | --- |
| 特殊関数                         | - 双曲線関数 - ガンマ関数 - 誤差関数 - ベッセル関数 - フレネル関数 - 楕円積分 - 楕円関数 - エアリー関数 - ケルビン関数 - ハンケル関数 |
| 行列、ベクトル操作               | - 逆行列 - 疎行列ユーティリティー |
| 線型方程式                       | - 一般連立線型方程式 - 対称連立方程式 - 三角連立方程式 - 一般帯連立方程式 - 対象帯連立方程式 - LU分解 - コレスキー分解 - 疎行列連立方程式 - 大規模スパース線型連立方程式ソルバー                                                              |
| 固有値問題                       | - 固有値 - 固有ベクトル - シューア分解 |
| 特異値分解 (SVD)                 | |
| 最小二乗法                       | |
| 高速フーリエ変換 (FFT)           | |
| 畳み込み積分                     | |
| 曲線、曲面フィッティング、補間   | - エルミート補間 - 1次元スプラインフィット - 2次元スプラインフィット - 修正シェパード法 - チェビシェフ級数 |
| 最適化                           | - 線型計画法 (LP) - 二次計画法 (QP) - 非線型最小二乗法 - 非線形計画法 - 一変量最小化 - 制約付き大規模スパース最適化問題 - 制約付き大規模スパース二次計画問題 (QP)                                                                             |
| 非線型方程式                     | - 多項式の根 - 非線型方程式の根 - 連立方程式の根 |
| 数値積分                         | - 有限区間の数値積分 - 無限区間の数値積分 - 多次元積分 |
| 積分方程式                       | - 線型フレッドホルム積分方程式 - 非線型ヴォルテラ畳み込み方程式 - アーベル型方程式 |
| 常微分方程式の数値解法           | - ルンゲ＝クッタ法 - 初期値問題 - アダムス法 - 後退差分方程式 (BDF) - 境界値問題 |
| 偏微分方程式                     | - ヘルムホルツ方程式 (Helmholtz) - マルチグリッド - 楕円微分方程式 - 放物型偏微分方程式 - ブラックショールズ (Black Scholes) モデル - Bond |
| メッシュ生成                     | - 反復法 - Delaunay - Advancing-Front |
| オペレーションズ・リサーチ（OR） | - 整数計画法 - 最短経路問題 |
| 統計分散関数 (偏差、確率)        | - 正規分布 - スチューデントのt分布 - χ二乗分布（カイ二乗分布） - F分布 - ベータ分布 - ガンマ分布 - 離散分布 |
| 乱数発生                         | - 準乱数系列 - 一様分布 - 正規分布 - 多変量正規分布 - ベータ分布 - 指数分布 - ガンマ分布 - 二項分布 - 超幾何分布 - フォン・ミーゼス分布 - 離散分布                                                                                            |
| 一変量推定                       | - 二項分布信頼区間 - ポアソン分布信頼区間 - ワイブル分布信頼区間 - ロバスト推定 |
| 回帰分析                         | - 線型回帰分析 - 多重線型回帰分析 - 相関分析 - ピアソン積率相関係数 - 共分散行列 - 偏相関行列 - 偏共分散行列 |
| 多変量解析                       | - 因子分析 - 主成分分析 (PCA) - 正準分析 - クラスタ分析 - 判別分析 |
| 一般化線型モデル (GLM)           | |
| 分散分析 (ANOVA)                 | |
| 時系列分析                       | - ARIMAモデルフィット - ARMAモデルフィット - 予測 - 伝達関数 - スペクトル解析 - ACF - PACF |
| 生存解析                         | - カプランマイヤ推定値 - コックス・ハザード・モデル - 危険集合 |
| ノンパラメトリック統計           | - コックススチュアート検定 - ウィルコクソン検定 - ラン検定 - マクネマー検定 - マン・ホイットニー検定 - フリードマン検定 - クラスカルウォリス検定 - コクランQ検定 - コルモゴロフ・スミルノフ検定 - ケンドールの合致係数 - ケンドールの階数相関 |